# Mon fils professeur
Pour plus de détails, voir Fiche technique et Distribution.
Mon fils professeur (Mio figlio professore) est une comédie de mœurs italienne réalisée par Renato Castellani et sorti en 1946.

## Synopsis
Le concierge d'une école romaine cherche à se racheter socialement en permettant à son fils, au prix d'un sacrifice, d'étudier jusqu'à devenir professeur, dans l'école même où il travaille.

## Fiche technique
- Titre français : Mon fils professeur[1]
- Titre original italien : Mio figlio professore[2]
- Réalisateur : Renato Castellani
- Scénario : Aldo De Benedetti, Renato Castellani, Aldo Fabrizi, Suso Cecchi D'Amico, Fulvio Palmieri (it), Fausto Tozzi, Emilio Cecchi
- Photographie : Carlo Montuori
- Montage : Mario Serandrei
- Musique : Nino Rota
- Décors : Gastone Medin
- Costumes : Maria De Matteis
- Production : Riccardo Gualino, Carlo Ponti, Clemente Fracassi
- Sociétés de production : Lux Film
- Pays de production :  Italie
- Langue originale : italien
- Format : Noir et blanc - 1,37:1 - Son mono - 35 mm
- Durée : 103 minutes
- Genre : Comédie de mœurs
- Dates de sortie :
  - Italie : 9 décembre 1946
  - France : 1947

## Distribution
- Aldo Fabrizi : Orazio Belli père
- Giorgio De Lullo : Orazio Belli fils
- Mario Pisu : Ettore Giraldi
- Pinuccia Nava : Mlle Maggi / Pinuccia Giraldi
- Diana Nava Diana Giraldi
- Lisetta Nava : Lisetta Giraldi
- Nando Bruno : Angeloni
- Diego Calcagno : enseignant
- Gabriele Baldini (non crédité) : professeur
- Ercole Patti (apparition) : professeur
- Mario Soldati : professeur Cardelli
- Ennio Flaiano : professeur
- Vincenzo Talarico (en) (non crédité) : professeur
- Paolo Monelli : 1er ministre
- Francesco Jovine : 2e ministre
- Guido Agnoletti : Andronio
- Raffaele Caporilli : concierge
- Gino Cavalieri :
- Gianna Perea Labia : professeur

## Production
Produit par Riccardo Gualino, le film a été tourné pour les intérieurs dans les studios Scalera sur la Via della Circonvallazione Appia à Rome, mais aussi dans le liceo classico Ennio Quirino Visconti (it) sur la Piazza del Collegio Romano à Rome.
Dans le film apparaît le maestro Luigi Cirenei, de la Banda musicale dell'Arma dei Carabinieri (it) qui, dans la scène du concert du dimanche, interprète les opéras classiques Le Siège de Corinthe de Gioachino Rossini et La traviata (Prélude - 1er acte) de Giuseppe Verdi dans les transcriptions de Cirenei.